# Westbury-on-Severn
Westbury-on-Severn – wieś i civil parish w Anglii, w Gloucestershire, w dystrykcie Forest of Dean. W 2011 roku civil parish liczyła 1792 mieszkańców. Westbury on Severn jest wspomniana w Domesday Book (1086) jako Wes(t)berie.